# Lounassaari (ö i Birkaland)
Lounassaari är en ö i Finland. Den ligger i sjön Kukkia och i kommunen Pälkäne i den ekonomiska regionen Tammerfors och landskapet Birkaland, i den södra delen av landet, 130 km norr om huvudstaden Helsingfors. Öns area är 3 hektar och dess största längd är 320 meter i sydöst-nordvästlig riktning.